# Tangara callophrys
Tangara callophrys là một loài chim trong họ Thraupidae.